# Mat Dickie
Mat Dickie (n. Brigg, North Lincolnshire, 1981), es un diseñador, desarrollador y autor de videojuegos indie inglés que utiliza el seudónimo MDickie. Es más conocido por sus juegos de lucha libre como Wrestling Revolution para dispositivos iOS y Android, que recibió más de 100 000 descargas dos meses después del lanzamiento. El juego luego pasó a superar las 10 millones de descargas y, su secuela, Wrestling Revolution 3D, pasó a competir con los juegos WWE 2K en el mercado móvil.
Muchos de los juegos de Dickie son famosos por la incomodidad de los controles y sus gráficos bizarros. Sin embargo la naturaleza indie y de bajo presupuesto de sus juegos a menudo han contribuido a su popularidad, lo que ha llevado a Dickie a describirse a sí mismo como «responsable por sí solo de los peores juegos que disfrutan millones de personas».

## Vida
Mat Dickie nació en Brigg, North Lincolnshire en 1981. Sus padres trabajaban en un pequeño quiosco de periódicos, donde se quedaba mientras hacían su labor, el aburrimiento lo impulsaba a expresar su creatividad produciendo juguetes improvisados con los materiales disponibles en el lugar. Él asistió a la Escuela Primaria Brigg.

## Carrera
Dickie lanzó su primer juego, Hardy Boyz Stunt Challenge, en agosto del año 2000. El juego hizo que el jugador controlara a uno de los Hardy Boyz, que eran luchadores en la WWF, más tarde renombrada a WWE. El juego tardó dos semanas en completarse y fue publicado en un sitio web de lucha donde recibió 15 000 descargas y comentarios positivos, lo que lo inspiró a continuar haciendo videojuegos. Se mudó a Mánchester en 2001 para completar una licenciatura en ciencias de videojuegos y computadoras en la Universidad de Salford.
En 2007, Dickie creó su primer juego que no tuviera relación con la lucha libre, Hard Time, un simulador de prisión que fue nombrado por Games for WindowsMagazine como el "Juego Indie del Mes".
Mat Dickie se retiró del desarrollo de videojuegos a principios de 2009 después del lanzamiento de The You Testament, un juego basado en historias bíblicas que desarrolló en tres meses, y PC Gamer lo llamó el «mejor peor juego de todos». Luego de retirarse del desarrollo de juegos  se convirtió en desarrollador de aplicaciones educativas, publicando recursos educativos en la revista TES. También escribió un libro sobre su carrera como desarrollador de juegos y sobre religión y espiritualidad como educador religioso.
En 2012, Mat Dickie volvió de su retiro y comenzó a desarrollar juegos móviles, lanzando su primer juego Wrestling Revolution. En 2017 su juego más exitoso hasta la fecha, Wrestling Revolution 3D, alcanzó las 100 millones de descargas, convirtiéndose en el primer juego deportivo en Google Play en hacerlo.
En julio de 2018, Dickie anunció una vez más su retiro del desarrollo de juegos a tiempo completo, citando la "intolerancia aterradora" de los minoristas digitales, entre otras razones, una de ellas el hackeo de sus juegos el cual no lo hacían generar ingresos. En una entrevista, también citó las crecientes demandas de los jugadores después del lanzamiento de títulos AAA como WWE 2K19.[cita requerida]
MDickie dijo que no deseaba competir directamente con los juegos de la WWE, sino que tenía la intención de proporcionar una alternativa "más barata ... más ligera ...  Y más creativa que siempre sería hecha por un hombre o un equipo más pequeño".[cita requerida]
En 2019, Dickie confirmó en sus redes sociales que está trabajando en un nuevo proyecto de lucha para Nintendo Switch,[cita requerida] este sería conocido como Wrestling Empire.

## Trabajos

### Videojuegos

#### PC
- Hardy Boyz Stunt Challenge (2000)
- Sure Shot (2002)
- Championship Boxing (2002)
- Federation Wrestling (2002)
- Wrestling MPire 2004 (2004)
- Popscene (2006)
- Grass roots (2006)
- Hard Time (2007)
- Wrestling MPire 2008 (2008)
- The You Testament (2008)
- The Making of a Prophet (2010)
- Under Development (2011)
- Hard Time III (2024)

#### Teléfonos móviles
- Wrestling Revolution (2013)
- Booking Revolution (2013)
- Hard Time 2D (2013)
- Popscene (2014)
- Wrestling Revolution 3D (2014)
- School Days (2015)
- Weekend Warriors MMA (2015)
- Super City (2016)
- Wrecked (2017)
- Extra Lives (2017)
- Back Wars (2018)
- The You Testament: The 2d Coming (2018)
- Hard Time III (2024)

#### Multiplataforma
- Wrestling Empire (2021)
- Old School (2023)

### Libros
- Inspiration for the Interactive Generation (2009, ISBN 1441414983)[13]
- Sportuality (2009, ISBN 0956160913)[14]
- A-fear-ism: The Ignorance Of Atheism (2010, ISBN 1449978347)[15]